# Romain Zandona
Romain Zandona est un footballeur français, né le 18 août 1957 à Seingbouse en Moselle.

## Carrière
Romain Zandona rejoint le tout récent centre de formation du FC Sochaux-Montbéliard où il côtoie Albert Rust, Moussa Bezaz, Jean-Luc Ruty ou encore Bernard Genghini avec qui il constituera la génération bénit du FC Sochaux des années 1980. Remplaçant fidèle, il se fait remarquer par sa combativité et son esprit d'équipe et jouera pendant toute sa carrière professionnelle dans le Doubs. Il fera avec Sochaux de grande performance : second de D1 en 1979-1980, une demi-finale de coupe de l'UEFA en 1981 perdu face au futur champion, une troisième place en D1 en 1981-1982.
À l'été 1987, Sochaux descend en D2 et le contrat de Zandona n'est pas renouvelé. À 30 ans, il quitte Sochaux et rejoint le monde amateur et évolue un an à Chalon-sur-Saône en division 3. Il est sans club pendant la saison 1988-1989 avant de jouer son ultime saison à l'US Albi en DH Midi-Pyrénées et de raccrocher définitivement les crampons à 33 ans en 1990.
Il entraîne ensuite pendant un temps l'US Albi. Il est désormais cadre technique du district du Tarn de football.

## Palmarès
- Finaliste de la Coupe Gambardella en 1975 avec le FC Sochaux